# Хурция, Зураб
Зураб Хурция (груз. ზურაბ ხურცია; 29 июля 1960, Гагра, Абхазская АССР, Грузинская ССР, СССР — 18 февраля 2014, Киев, Украина) — участник Евромайдана, герой «Небесной сотни» (2014).

## Биография
Гражданин Грузии, родился в городе Гагра. Окончил Краснодарский политехнический институт по специальности винный технолог. После возвращения в родной город вместе с отцом и братом открыл собственный винный завод. Бизнес был процветающим, пока во время войны в Абхазии 1992—1993 годов он и его семья стали беженцами, потерявши почти всю своё имущество и бизнес. Он переехал в город Сенаки и с помощью друзей ему удалось снова открыть небольшой винный завод, но во время Российско-Грузинской войны 2008 года завод и дом, в котором Зураб жил со своей семьёй разбомбила российская авиация.
После этого, в 2013 году он переехал в Украину и договорился со своими университетскими друзьями-украинцами открыть совместное украино-грузинское виноделие. Проживал в Кировограде и Киеве. Мечтал вернуться в Гагры и построить там церковь в память погибших жителей Абхазии. Реализовать свои замыслы не успел, ведь в Киеве начался Евромайдан и Зураб не смог оставаться в стороне.

## На Майдане
Был одним из первых, кто погиб среди протестующих 18 февраля 2014 года. Его тело было найдено на бариккаде, расположенной на Институтской улице, у верхнего входа в метро «Крещатик». Погибший имел при себе пенсионное удостоверение на имя Николая Никитина, выданное в г. Кировограде, и паспорт гражданина Грузии на имя Zurab KHURTSIA, выданный посольством Грузии на Украине. «У него было больное сердце, он принимал лекарства. Из-за событий на ул. Институтской оно не выдержало», — сообщил позже Николай Никитин.
Воспоминаниями о своем побратиме, Зурабе Хурции, делится его товарищ Дмитрий Степаненко:
«Зураб был первым с кем я познакомился, когда перешёл в Кировоградскую сотню. В метре от него я ложился спать на свободное место, где на полу находился лишь туристический коврик и Зураб предложил мне одно из своих тонких одеял. Мне пришлось отказаться, так как я привез с собой спальный мешок. Когда начались морозы выше −20 Зураб кутал шею в здоровенный шарф. Он стойко выстоял все дежурство на баррикадах и пикеты, весь наш протест».

## Награды
- Орден Героев Небесной Сотни (27 ноября 2014 года, посмертно) — за гражданское мужество, патриотизм, отстаивание конституционных принципов демократии, прав и свобод человека, обнаруженные во время Революции достоинства[2][3]
- Медаль «За жертвенность и любовь к Украине» (УПЦ КП, июнь 2015) (посмертно)[4]